# Velilla de Ebro
Velilla de Ebro è un comune spagnolo di 261 abitanti situato nella comunità autonoma dell'Aragona.
Nelle immediate vicinanze del paese è venuta alla luce l'importante colonia romana di Iulia Victrix Lepida (I secolo a.C.) che già in età imperiale recuperò il nome con cui era conosciuta in età ibera: Celsa. Nella località sono stati recuperati mosaici di pregevole fattura. A Celsa vennero anche coniate monete nel I e II secolo.